# 宮路オサム
宮路 オサム（みやじ オサム、本名: 細木 一馬、1946年8月30日 - ）は、日本の演歌歌手。
殿さまキングスのボーカルとして活動し、味のある風貌、抜群の歌唱力と独特の印象的な節回しで有名な歌手である。

## 来歴・人物
新潟県佐渡郡相川町で生まれ、同地で幼少期を過ごした後、茨城県北茨城市へ転居した。
1967年に殿さまキングスのメンバーとして活動を開始した。当初は、コミックバンドなどで活動していたが、歌謡曲に転向した。メインボーカルとして1973年にリリースした「なみだの操」は、爆発的なヒットとなった。後に続く「夫婦鏡」「おんなの運命」などもヒットした。1990年に殿さまキングスは解散した。その後も引き続きソロ歌手として活動している。「なみだの操」など殿さまキングス時代の曲や、殿さまキングス解散後に長田あつしが結成した「オヨネーズ」の歌もそのまま歌い継いでいる。
現在でも、各種歌番組などのテレビやラジオ、敬老の集いの歌謡ショーステージなどに出演している。また作詞、作曲、俳優業など、幅広く活動している。

## ディスコグラフィ
- 殿さまキングスとしての作品については「殿さまキングス#ディスコグラフィ」を参照。

### シングル
- 1：ビクター（1990年）、2 - 18：東芝EMI（1992年 - 2007年）、19以降：ホリデージャパン（2010年 - ）

| #  | 発売日          | 曲順 | タイトル                      | 作詞         | 作曲       | 編曲       | 規格品番   |
| -- | --------------- | ---- | ----------------------------- | ------------ | ---------- | ---------- | ---------- |
| 1  | 1990年 8月21日  | 01   | 一世一代                      | 星野哲郎     | 弦哲也     | 丸山雅仁   | VIDL-10052 |
| 1  | 1990年 8月21日  | 02   | おさと                        | 星野哲郎     | 弦哲也     | 丸山雅仁   | VIDL-10052 |
| 2  | 1992年 9月23日  | 01   | 女房                          | 荒木とよひさ | 彩木雅夫   | 馬場良     | TODT-2912  |
| 2  | 1992年 9月23日  | 02   | 水化粧                        | 荒木とよひさ | 彩木雅夫   | 馬場良     | TODT-2912  |
| 3  | 1993年 10月20日 | 01   | 舞酔い酒                      | 石本美由起   | 伊藤雪彦   | 伊戸のりお | TODT-3110  |
| 3  | 1993年 10月20日 | 02   | 夢人                          | 荒木とよひさ | 岡千秋     | 前田俊明   | TODT-3110  |
| 4  | 1994年 9月21日  | 01   | 女ひとりの夜はさ              | 高須郷       | 津軽けんじ | 伊戸のりお | TODT-3296  |
| 4  | 1994年 9月21日  | 02   | いのち酒                      | 富田洋行     | 酒田稔     | 池多孝春   | TODT-3296  |
| 5  | 1995年 6月21日  | 01   | 縄のれん                      | 高須郷       | 深谷昭     | 池多孝春   | TODT-3507  |
| 5  | 1995年 6月21日  | 02   | 恋おんな                      | かみむら螢   | 城賀イサム | 伊戸のりお | TODT-3507  |
| 6  | 1996年 7月10日  | 01   | 夢情話                        | 和泉友大     | 宮路オサム | 馬場良     | TODT-3721  |
| 6  | 1996年 7月10日  | 02   | おもかげ                      | 海老原秀元   | 津軽けんじ | 馬場良     | TODT-3721  |
| 7  | 1997年 4月16日  | 01   | 酒二合                        | 和泉友大     | 宮路オサム | 馬場良     | TODT-3946  |
| 7  | 1997年 4月16日  | 02   | 風来ながれ唄                  | 京えりこ     | 大谷明裕   | 池多孝春   | TODT-3946  |
| 8  | 1998年 5月20日  | 01   | 根室の辰                      | 木下龍太郎   | たもと正   | 池多孝春   | TODT-5153  |
| 8  | 1998年 5月20日  | 02   | 言い訳                        | 和泉友大     | 宮路オサム | 馬場良     | TODT-5153  |
| 9  | 1999年 5月19日  | 01   | バカな奴                      | 和泉友大     | 宮路オサム | 池多孝春   | TODT-5296  |
| 9  | 1999年 5月19日  | 02   | 花ぼたる                      | 和泉友大     | 宮路オサム | 馬場良     | TODT-5296  |
| 10 | 2000年 3月8日   | 01   | 土                            | 高橋直人     | たもと正   | 池多孝春   | TODT-6008  |
| 10 | 2000年 3月8日   | 02   | そして別れて                  | 和泉友大     | 宮路オサム | 池多孝春   | TODT-6008  |
| 11 | 2000年 10月12日 | 01   | 男と男                        | 小金井一正   | たもと正   | 馬場良     | TODT-6065  |
| 11 | 2000年 10月12日 | 02   | 四十路駅                      | 和泉友大     | 宮路オサム | 馬場良     | TODT-6065  |
| 12 | 2001年 9月7日   | 01   | 木村三郎51才                  | 和泉友大     | 宮路オサム | 伊戸のりお | TODT-6085  |
| 12 | 2001年 9月7日   | 02   | 男の恩情                      | 仲本憲笙     | たもと正   | 伊戸のりお | TODT-6085  |
| 13 | 2002年 6月5日   | 01   | おんなのシャボン玉            | 荒木とよひさ | 彩木雅夫   | 伊戸のりお | TODT-6094  |
| 13 | 2002年 6月5日   | 02   | 15才の旅立ち                  | 和泉友大     | 宮路オサム | 伊戸のりお | TODT-6094  |
| 14 | 2003年 2月5日   | 01   | おもかげ情話                  | 和泉友大     | 宮路オサム | 佐伯亮     | TODT-6109  |
| 14 | 2003年 2月5日   | 02   | 北漁港                        | いとう龍     | たもと正   | 佐伯亮     | TODT-6109  |
| 15 | 2004年 1月21日  | 01   | あなたが命                    | 北てつろう   | 宮路オサム | 佐伯亮     | TOCT-4664  |
| 15 | 2004年 1月21日  | 02   | 朝の雨                        | 和泉友大     | 宮路オサム | 馬場良     | TOCT-4664  |
| 16 | 2004年 10月20日 | 01   | 酒無情                        | たきのえいじ | 浜圭介     | 今泉敏郎   | TOCT-4759  |
| 16 | 2004年 10月20日 | 02   | 炎の川                        | 仁井谷俊也   | 宮路オサム | 今泉敏郎   | TOCT-4759  |
| 17 | 2005年 10月26日 | 01   | かすみ草                      | たきのえいじ | 宮路オサム | 今泉敏郎   | TOCT-4919  |
| 17 | 2005年 10月26日 | 02   | 大阪パラダイス                | たきのえいじ | 宮路オサム | 今泉敏郎   | TOCT-4919  |
| 18 | 2007年 1月17日  | 01   | 風来ながれ唄                  | 京えりこ     | 大谷明裕   | 矢野立美   | TOCT-40076 |
| 18 | 2007年 1月17日  | 02   | 夢あわせ                      | 下地亜記子   | 宮路オサム | 池多孝春   | TOCT-40076 |
| 19 | 2010年 9月1日   | 01   | あんたの女                    | 鈴木紀代     | 宮路オサム | 牧野三朗   | TJCH-15288 |
| 19 | 2010年 9月1日   | 02   | 華神輿                        | 高橋直人     | 宮路オサム | 牧野三朗   | TJCH-15288 |
| 20 | 2011年 9月21日  | 01   | おまえと生きる                | 荒川利夫     | 宮路オサム | 斉藤功     | TJCH-15325 |
| 20 | 2011年 9月21日  | 02   | 酒人生                        | 藤原良       | 宮路オサム | 牧野三朗   | TJCH-15325 |
| 21 | 2012年 12月12日 | 01   | だめですね                    | 藤原良       | 宮路オサム | 牧野三朗   | TJCH-15377 |
| 21 | 2012年 12月12日 | 02   | アディオス 〜また逢えますね〜 | 鈴木紀代     | 宮路オサム | 斉藤功     | TJCH-15377 |
| 22 | 2014年 7月23日  | 01   | 春よ来い                      | 宮路オサム   | 宮路オサム | 牧野三朗   | TJCH-15447 |
| 22 | 2014年 7月23日  | 02   | 俺の女房                      | 麻生あかり   | 島浩二     | 牧野三朗   | TJCH-15447 |
| 23 | 2015年 7月22日  | 01   | 惚れて…玄界灘                 | オサム&良    | 宮路オサム | 牧野三朗   | TJCH-15487 |
| 23 | 2015年 7月22日  | 02   | 勝手な人ね                    | 夢ユメ子     | 山本陣     | 牧野三朗   | TJCH-15487 |
| 24 | 2016年 11月23日 | 01   | 一万八千五百日                | 和泉友大     | 宮路オサム | 牧野三朗   | TJCH-15538 |
| 24 | 2016年 11月23日 | 02   | いのち                        | いとう彩     | やまもと伯 | 牧野三朗   | TJCH-15538 |
| 25 | 2018年 2月21日  | 01   | 心のかすみ草                  | たきのえいじ | 宮路オサム | 藤井弘文   | TJCH-15581 |
| 25 | 2018年 2月21日  | 02   | 恋は紅いバラ                  | 千家和也     | 佐瀬寿一   | 牧野三朗   | TJCH-15581 |
| 26 | 2020年 1月22日  | 01   | 人生捨てたもんじゃない        | 下地亜記子   | 宮路オサム | 藤井弘文   | TJCH-15643 |
| 26 | 2020年 1月22日  | 02   | いつかきっと…                 | 與那覇忠     | 與那覇忠   | 牧野三朗   | TJCH-15643 |
| 27 | 2023年 1月25日  | 01   | 卵かけごはん                  | 紺野あずさ   | 宮路オサム | 藤井弘文   | TJCH-15690 |
| 27 | 2023年 1月25日  | 02   | 祭りだまつり                  | 羽蝶天まいこ | 宮路オサム | 藤井弘文   | TJCH-15690 |

#### デュエット・シングル
| 発売日         | デュエット           | 曲順 | タイトル                              | 作詞       | 作曲       | 編曲       | 規格品番   |
| -------------- | -------------------- | ---- | ------------------------------------- | ---------- | ---------- | ---------- | ---------- |
| 1995年 8月2日  | 三船和子             | 01   | 金春物語                              | 井村昭治   | 伊達信介   | 伊戸のりお | TODT-3545  |
| 1995年 8月2日  | 三船和子             | 02   | 合縁奇縁                              | 石本美由起 | 花野こうじ | 池多孝春   | TODT-3545  |
| 2013年 6月19日 | Venus (青木あき)     | 01   | アディオス 〜また逢えますね〜2013Ver. | 鈴木紀代   | 宮路オサム | 斉藤功     | TJCH-15401 |
| 2013年 7月24日 | Venus (とくさ和子)   | 01   | アディオス 〜また逢えますね〜2013Ver. | 鈴木紀代   | 宮路オサム | 斉藤功     | TJCH-15402 |
| 2013年 7月31日 | Venus (美咲ゆみ)     | 01   | アディオス 〜また逢えますね〜2013Ver. | 鈴木紀代   | 宮路オサム | 斉藤功     | TJCH-15400 |
| 2013年 7月31日 | Venus (イ・ジョンエ) | 01   | アディオス 〜また逢えますね〜2013Ver. | 鈴木紀代   | 宮路オサム | 斉藤功     | TJCH-15411 |
| 2013年 9月18日 | Venus (瓦川ユミ)     | 01   | アディオス 〜また逢えますね〜2013Ver. | 鈴木紀代   | 宮路オサム | 斉藤功     | TJCH-15415 |

### アルバム
| 発売日         | タイトル                                                   | 規格品番   |
| -------------- | ---------------------------------------------------------- | ---------- |
| 1990年8月21日  | 一世一代                                                   | VICL-53    |
| 1993年11月24日 | 舞酔い酒〜なみだの操                                       | TOCT-8228  |
| 1994年10月26日 | 宮路オサム ニューベストナウ                                | TOCT-8583  |
| 1996年7月17日  | 夢情話〜酒綴り                                             | TOCT-9505  |
| 1998年7月8日   | 男の純情〜根室の辰 12                                      | TOCT-10345 |
| 1999年7月7日   | バカな奴・涙の酒〜恋歌 14                                  | TOCT-24164 |
| 2012年3月21日  | 宮路オサム ベストアルバム 一万六千二百日－明日に架ける歌－ | TJCH-10120 |
| 2013年7月24日  | 宮路オサム 名曲集                                          | TOCT-12042 |
| 2014年10月22日 | 宮路オサム ベストアルバム                                  | TJCH-10125 |
| 2017年5月24日  | ゴールデン☆ベスト 宮路オサム                               | UPCY-7290  |

- 全曲集…1995年 - 2008年発売。

## 楽曲提供
- 梓夕子
  - 「だめな私」（2016年、作曲）

- 香田晋
  - 「雪次郎鴉」（1995年、作曲）

- 塚原哲平
  - 「男の金字塔」（2008年、作曲）
  - 「雪次郎鴉」（2013年、作曲）

- 若原りょう
  - 「電話」（2004年、作曲）
  - 「だって好きだから」（2004年、作詞・作曲）
  - 「Good-Bye 東京」（2005年、作曲）

## 出演

### テレビ
- 『年忘れにっぽんの歌』（テレビ東京）
- 『大岡越前 第14部』 第15話「牛も唸った大岡裁き」（1996年9月23日、TBS） - 留五郎 役
- 『水戸黄門』
  - 第27部 第12話「津軽の飴は友の味」（2005年5月2日） - 黒川武太夫
  - 第44部 第1話「初めての旅立ち」（2017年10月4日、BS-TBS） - 留吉
- 連続テレビ小説『エール』第64話「スター発掘オーディション!」（2020年6月25日） - 林喜一

### ラジオ
- 「宮路オサムのラジオは545[注釈 3]」→「宮路オサムと幡千恵子のラジオは545」（不明 - 2020年3月29日、茨城放送）
- 「オサムとトモコの「パンドラの箱」」(2021年12月6日 - 2022年3月、毎週月曜日 21:30 - 22:00、ラジオ関西[3])

### 映画
- 『ふみ子の海』（2007年） - 酩酊男（友情出演）

### CM
- 「カラオケのど自慢」（大木）

## エピソード
こぶしをコロコロ回してビー・ジーズの「マサチューセッツ」などを歌う“演歌マサチューセッツ”が得意の持ちネタだったが、このネタの誕生は、ある歌番組の本番前に何気なく宮路が（こぶしコロコロで）洋楽を口ずさんでいるのを聴いた沢田研二（ザ・タイガース時代と思われる）が大受けし、それを非常に気に入って「それ、もっとやった方がいいよ！」と助言したことがきっかけとなった。